# Plátno z Bolseny

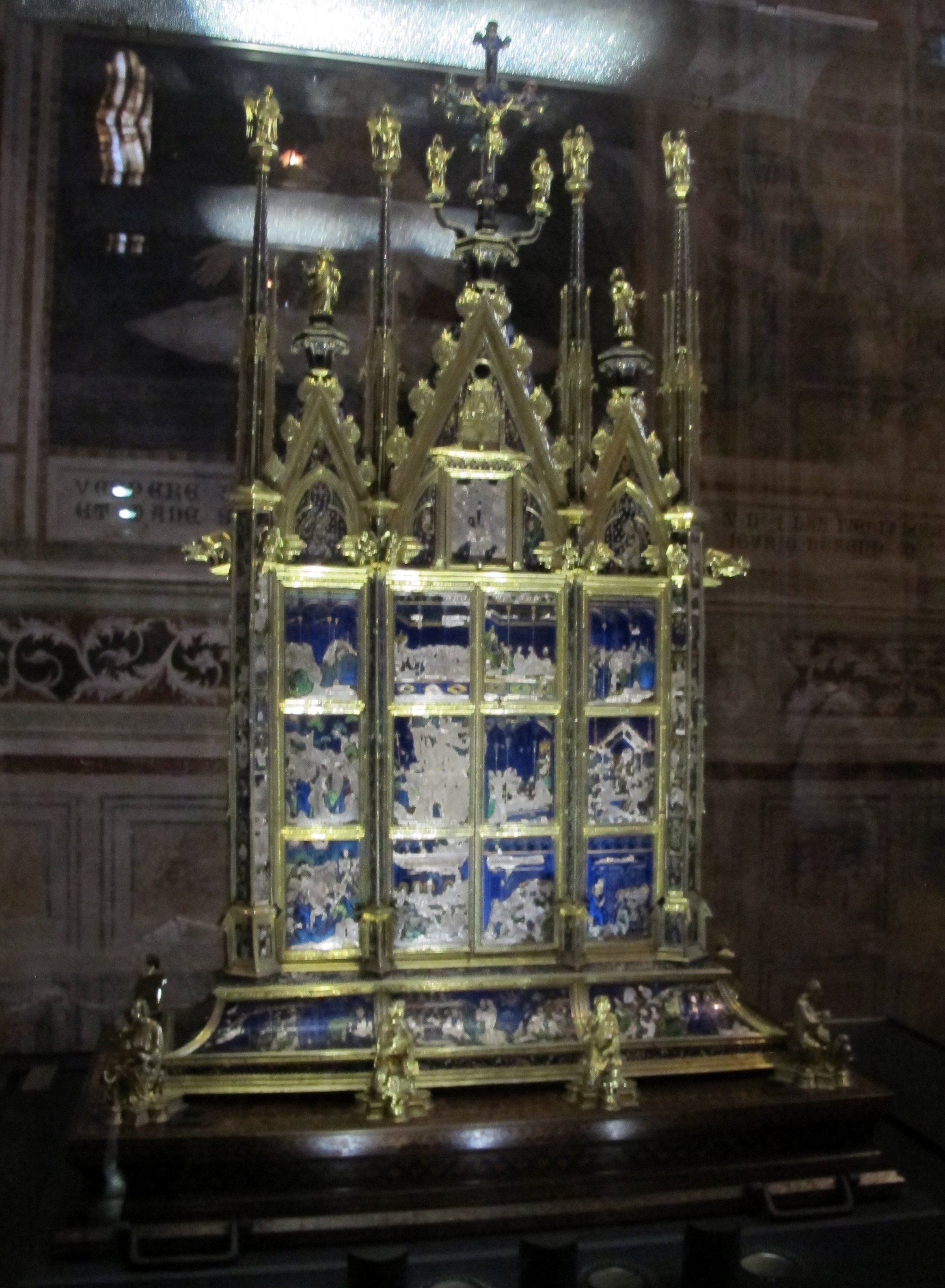
Relikviář korporálu z Bolseny, Ugolino da Vieri, Siena 1337-1338

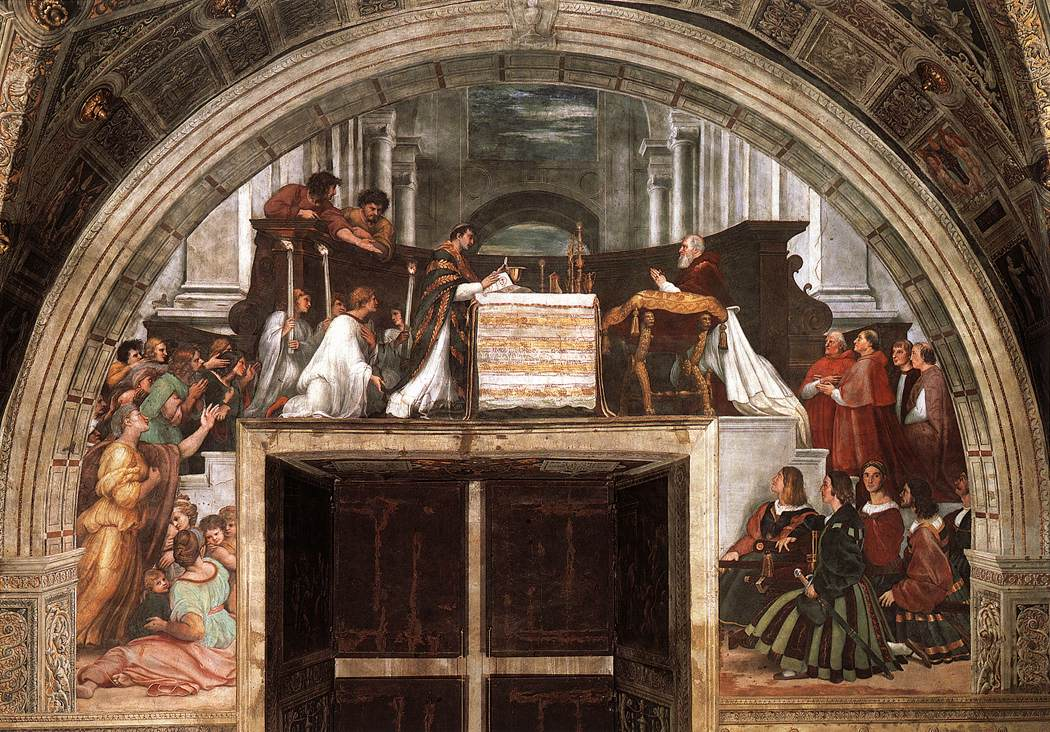
Mše v Bolseně, při které se udál eucharistický zázrak. Hostie v rukou kněze Petra z Prahy začala během transsubstanciace (přepodstatnění) krvácet (Raffael Santi, 1512)

Plátno z Bolseny, také Korporál z Bolseny, je korporál, který byl v roce 1263 použit při mši svaté v městě Bolseně ležící při Bolsenském jezeře. Během mše byl korporál potřísněn krví z konsekrované hostie. Dnes je korporál z Bolseny uložen v bohatém relikviáři v katedrále Nanebevzetí Panny Marie v Orvietu.

## Mše v Bolseně
Korporál z Bolseny pochází z eucharistického zázraku v roce 1263, kdy konsekrovaná hostie údajně začala krvácet na mešní korporál, což bylo vnímáno jako zázrak, který potvrdil římskokatolickou doktrínu transsubstanciace. Ta uvádí, že se chléb a víno se stávají Tělem a Krví Krista. Načervenalé skvrny na korporálu po pečlivém pozorování ukazují profil obličeje podobný těm, které tradičně představují Ježíše Krista. Záznamy ze zkoumání případu uvádějí, že k zázračnému krvácení hostie došlo v rukou celebrujícího kněze Petra z Prahy, který měl pochybnosti o transsubstanciaci. Zázrak z Bolseny je římskokatolickou církví považován za soukromé zjevení, což znamená, že katolíci nejsou povinni tomuto zázraku věřit, přesto k víře se mohou svobodně rozhodnout. Příběh korporálu z Bolseny se stal předmětem církevního i světského zkoumání.
Zázrak Bolseny je spojen s nápisem na desce z červeného mramoru v kostele sv. Kristýny a je pozdějšího data než kanonizace sv. Tomáše Akvinského (1328). Nejstarší záznam o zázraku je smaltovaném vyobrazení s Tomášem Akvinským na přední části relikviáře vytvořeného sienským zlatníkem Ugolinem di Vieri v letech 1337–1338. Papež údajně eucharistický zázrak církevně schválil a pověřil Tomáše Akvinského sepsáním mešního řádu pro nově ustanovený svátek – Slavnost Těla a Krve Páně, V roce 1344 papež Klement VI. tento zázrak zmínil, avšak jen v krátkosti. Používal přitom slova Propter miraculum aliquod (kvůli nějakému zázraku).
Svátek Corpus Christi je jedním z hlavních církevních svátků města Orvieto, během něhož je korporál z Bolseny nesen v průvodu Božího těla vedle monstrance s Tělem Páně. V bazilice svaté Kristiny jsou oltářní kameny se skvrnami krve, i ty se nosí v průvodu Božího těla v Bolseně.
Ačkoli se papež Urban IV. v papežské bule o této události nezmínil, měla mu pomoci se rozhodnout k vyhlášení nového církevního svátku. Kronikáři a současníci papeže Urbana IV. se o zázraku také nezmiňují: Muratori, Rerum Italicarum scriptores (svazek III, pt. L, 400ff) a ani Thierricus Vallicoloris, který během svého života v latinských verších podrobně popisuje všechny události papežova pobytu v Orvietu.
Levou polovinu velké fresky s názvem Mše v Bolseně umístěnou v místnosti Apoštolského paláce namaloval renesanční malíř Raffael Santi.